# Минадор-ду-Негран
Минадор-ду-Негран (порт. Minador do Negrão) — муниципалитет в Бразилии, входит в штат Алагоас. Составная часть мезорегиона Сельскохозяйственный район штата Алагоас. Входит в экономико-статистический микрорегион Палмейра-дуз-Индиус. Население составляет 5160 человек на 2007 год. Занимает площадь 167,3 км². Плотность населения — 30,84 чел./км².

## История
Город основан в 1949 году.

## Статистика
- Валовой внутренний продукт на 2005 год составляет 14 512 000 реалов (данные: Бразильский институт географии и статистики).
- Валовой внутренний продукт на душу населения на 2005 год составляет 3539 реалов (данные: Бразильский институт географии и статистики).
- Индекс развития человеческого потенциала на 2000 год составляет 0,569 (данные: Программа развития ООН).

## География
Климат местности: тропический.